# Klostret Vorau

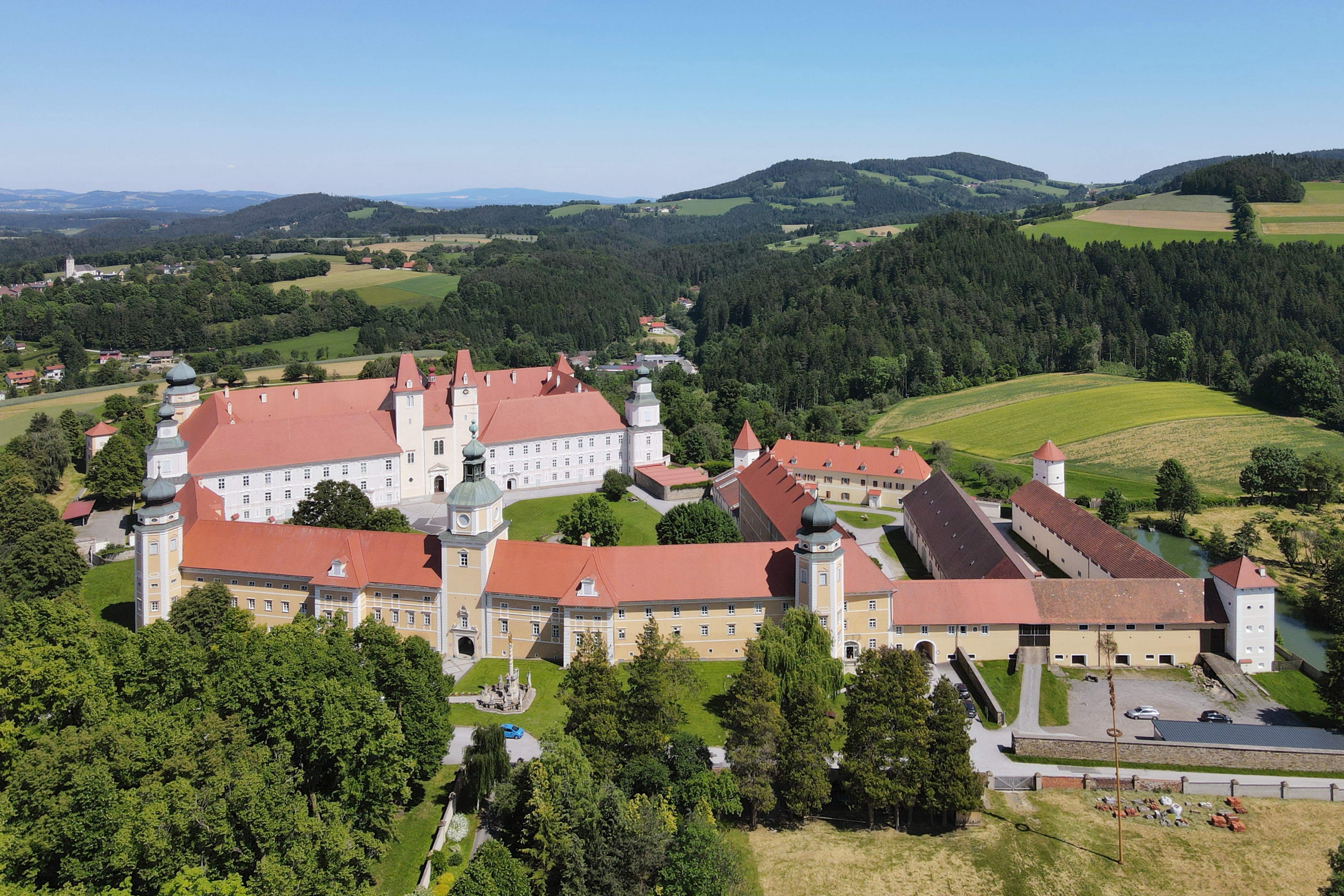
Klostret Vorau

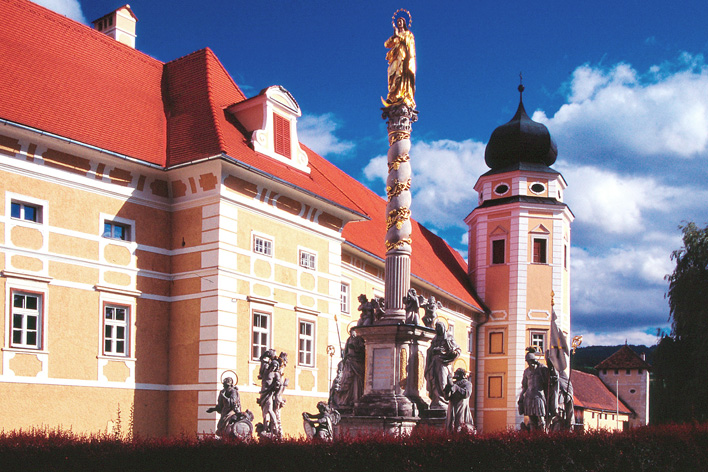
Klostret exteriör

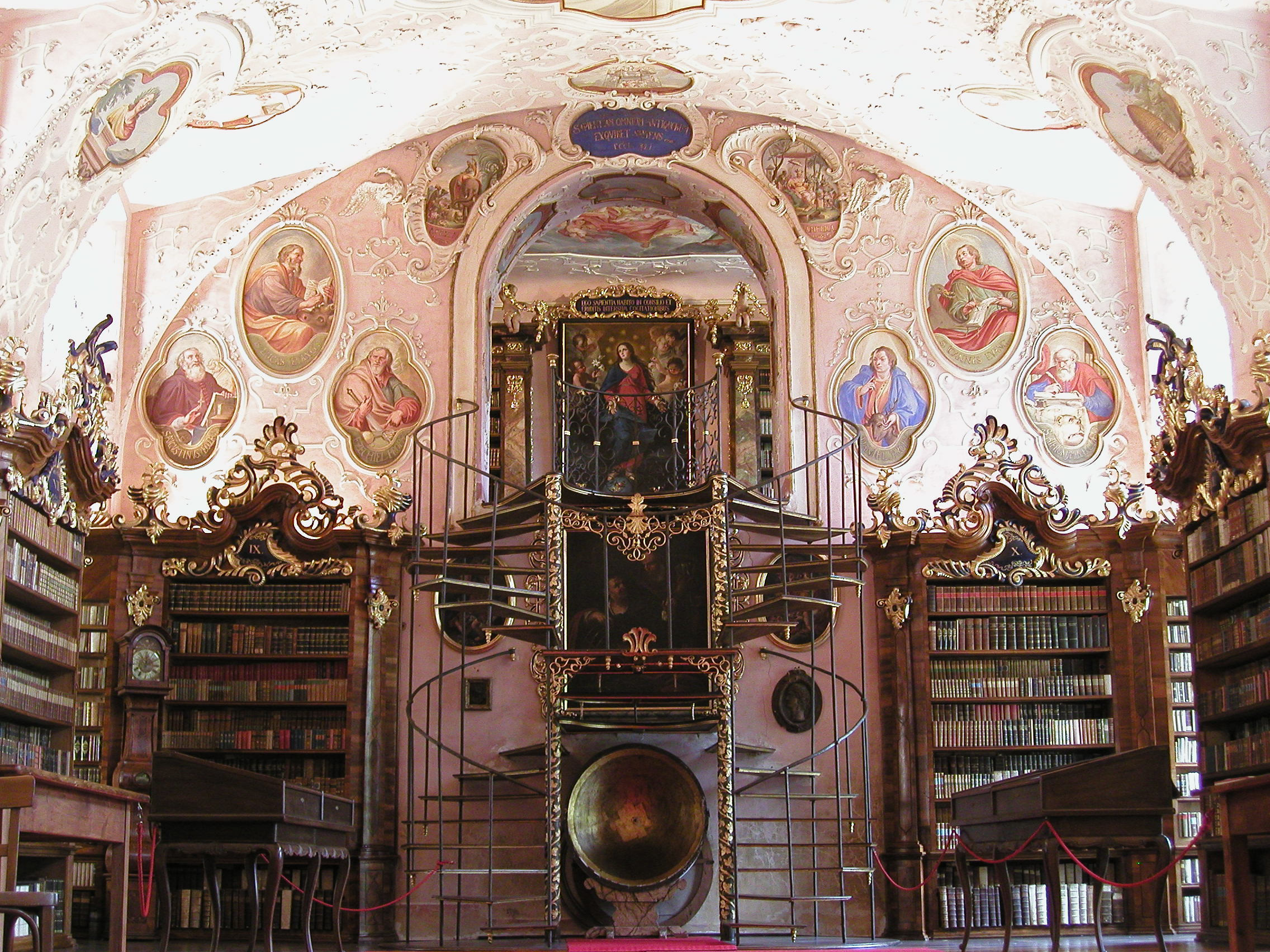
Klosterbiblioteket

Stift Vorau är ett augustinkorherrekloster i Vorau i det österrikiska förbundslandet Steiermark.

## Historia
Klostret Vorau grundades 1163 av markgreve Ottokar III. Klostret utvecklades snabbt till ett religiöst och kulturellt centrum för östra Steiermark. 1237 och 1384 skadades klostret svårt av eldsvådor. Vorau som låg i gränslandet mot Ungern var flera gånger utsatt för militära hot. Därför befästes och beväpnades klostret på 1450-talet som i nödtider kunde hysa hela den kringboende befolkningen med dess lösöre. På 1600- och 1700-talen byggdes klostret ut i barockstil. 1844 revs befästningsanläggningarna och vattendiket fylldes igen.
1940 stängdes och exproprierades klostret av nationalsocialisterna som använde det som partiskola. I april 1945 brann stora delar av klostret ner som följd av stridshandlingar i området. I maj samma år återvände konventet och började med återuppbyggnaden som avslutades på 1960-talet.

## Klosterverksamhet
Klostret är ansvarigt för 8 pastorat men klostrets korherrar är också verksamma som präster i andra pastorat. Till klostret hör jordbruk och skogsbruk omfattande 3 400 hektar. Dessutom driver klostret ett seminariecentrum med bibliotek.

## Sevärdheter
Förutom klosterbyggnaden och klosterkyrkan är framför allt klostrets bibliotek sevärt. Biblioteket omfattar 40 000 band, varav 415 handskrifter och 206 inkunabler. Bland handskrifterna finns det berömda Vorauermanuskriptet som sammanställdes före 1190 och innehåller unika texter ur den medelhögtyska litteraturen.